# كل كل عليا (مقاطعة تشرداول)
كل كل عليا (بالفارسية: کل کل علیا) هي قرية تقع في قسم آسمان آباد الريفي في إيران. يقدر عدد سكانها بـ 1,775 نسمة .